# Скарлыгин, Геннадий Кузьмич
Геннадий Кузьмич Скарлыгин (род. 17 января 1950, Кемеровская область) — русский поэт.
После окончания Томского геологоразведочного техникума, работал геологом. Затем окончил факультет журналистики Томского государственного университета.
Работал журналистом в различных изданиях, в том числе в томской газете «Красное знамя». Печатается в журналах «Наш современник», «Российский колокол», альманахе Академии поэзии, «День и Ночь», «Начало века» и других.
В 2006 году был избран председателем Томского отделения Союза писателей России. На XIII съезде Союза писателей России работа томской писательской организации была отмечена позитивно, а председатель организации Геннадий Скарлыгин избран секретарем правления Союза писателей России.
Член коллегии департамента по культуре Томской области, входит в состав Совета при губернаторе Томской области по развитию демократических институтов гражданского общества.
Является соредактором ежеквартального литературно-краеведческого журнала «Начало века» (Томск).

## Творчество
Автор семи книг стихов, в том числе «Ветер скитаний», «Шальное сердце», «Всё унесёт река». Произведения поэта вошли в Антологию русской сибирской поэзии.

## Общественная позиция
В 2022 году подписал письмо в поддержку российского военного вторжения на Украину.

## Награды и премии
- медаль «За заслуги перед Томским государственным университетом».
- Благодарность Президента Российской Федерации (2 сентября 2013 года) — за заслуги в области культуры и многолетнюю плодотворную работу[2].